# Sturnira aratathomasi
Sturnira aratathomasi is een zoogdier uit de familie van de bladneusvleermuizen van de Nieuwe Wereld (Phyllostomidae). De wetenschappelijke naam van de soort werd voor het eerst geldig gepubliceerd door Peterson & Tamsitt in 1968.

## Voorkomen
De soort komt voor in Colombia, Ecuador, Venezuela en Peru.